# Campionato greco di calcio a 5
Il campionato di calcio a 5 della Grecia è la massima competizione greca di calcio a 5 organizzata dalla Federazione calcistica della Grecia.

## Storia
Il campionato greco di prima divisione si svolge dalla stagione 1997-98 ed è stato caratterizzato per due decenni dal monopolio dell'Athina 90: la formazione capitolina ha vinto 15 campionati, l'ultimo dei quali nella stagione 2015-16. Le uniche formazioni capaci di interrompere l'egemonia sono state nel 1999 il Kosmos Voria Proastia e nel 2001 il Doukas SAC. Nelle stagioni 2003-04 e 2004-05 il torneo non fu portato a termine.

## Albo d'oro

### A' Katīgoria
- 1997-1998:  Athina 90 (1)
- 1998-1999:  Kosmos (1)
- 1999-2000:  Athina 90 (2)
- 2000-2001:  Doukas (1)
- 2001-2002:  Athina 90 (3)
- 2002-2003:  Athina 90 (4)
- 2003-2004: non concluso
- 2004-2005: non concluso
- 2005-2006:  Athina 90 (5)
- 2006-2007:  Athina 90 (6)

- 2007-2008:  Athina 90 (7)
- 2008-2009:  Athina 90 (8)
- 2009-2010:  Athina 90 (9)
- 2010-2011:  Athina 90 (10)
- 2011-2012:  Athina 90 (11)
- 2012-2013:  Athina 90 (12)
- 2013-2014:  Athina 90 (13)
- 2014-2015:  Athina 90 (14)
- 2015-2016:  Athina 90 (15)
- 2016-2017:  Doukas (2)

- 2017-2018:  Doukas (3)
- 2018-2019:  AEK Atene (1)
- 2019-2020:  AEK Atene (2)
- 2020-2021:  Doukas (4)
- 2021-2022:  Doukas (5)
- 2022-2023:  Doukas (6)
- 2023-2024:  AEK Atene (3)

### Supercoppa
| Edizione | Vincitore | Finalista      |
| -------- | --------- | -------------- |
| 2014     | Athina 90 | Olimpiada      |
| 2018     | AEK Atene | Doukas         |
| 2019     | AEK Atene | Doukas         |
| 2021     | Doukas    | Ermis Zografou |
| 2022     | Doukas    | Ermis Zografou |
| 2023     | AEK Atene | Doukas         |
| 2024     | AEK Atene | Doukas         |